# Дигитална штампа
Дигитална штампа подразумева директну повезаност рачунара у којем се обавља дигитална припрема и штампарске машине  и обухвата две поткатегорије. Једна је статичка дигитална штампа computer to press. Овај тип штампе практично представља класичну равну офсет штампу на машинама код којих је осветљивач за форму ctplate, постављен на цилиндру форме тако да се форма осветљава и развија на самој штампарској машини. Даљи ток штампе је исти као и код офсет штампе.
Друга подврста дигиталне штампе је динамичка дигитална штампа computer to print, код ње се штампарска форма ствара за сваки радни циклус. Најчешће је ова штампа безконтактна, односно код ње притисак није основа штампарског процеса која омогућава преношење боје са форме на материјал за штампу. Ова техника штампе је базирана на ink-jet поступку, или штампи са сувим или влажним тонером помоћу електрографије. Раздвајање штампајућих и не штампајућих површина код електрофотографије заснива се на наелектрисавању и разелектрисавању појединих елемената. Тако су на пример нештампајуће површине и тонер истог наелектрисања, па се међусобно одбијају, док су штампајуће површине разелектрисане, односно супротно наелектрисане у односу на тонер па га привлаче. У овој техници, штампарска форма реално не постоји, она је имагинарна, односно налази се у меморији рачунара и преноси се доректно на подлогу за штампање. Стога боја или тонер који се у овој техници користе, морају бити наелектрисани, и тек након њиховог наношења слика постаје први пут видљива.
Дигитална штампа великих формата има широку примену у маркетиншкој индустрији данас. Она се примењује за спољашње брендирање, унутрашње брендирање, брендирање возила, израду разних рекламних конструкција, брендирање догађаја, ПОС материјала и слично.